# B6 (DJ)
B6（原名楼南立，1981年—）是一名中国的电子音乐家，音乐制作人及平面设计师。他在2000年创立独立音乐厂牌Isolation Music；在2006年作为创始人之一成立艺术创意公司Neocha。同年B6还推出了自己的音乐合辑《B6 BOX》。在2008年推出自己的专辑《Post Haze》。
2006年他与吴建京（J Jay）成立双人流行電音乐队IGO，并中2007年推出专辑《Synth Love》，2009年乐队解散。
B6从2005年开始至今与澳大利亚音乐人Michael Ozone合作在亚洲各地举办DJ派对“Antidote 解毒剂”。
B6还以音乐制作人的身份，与王啸坤、李泉等人进行过合作。
2008年，B6在BBC的电视节目《The Culture Show》的“The Culture Show Goes To China”特辑中出镜。